# Döttinkrade

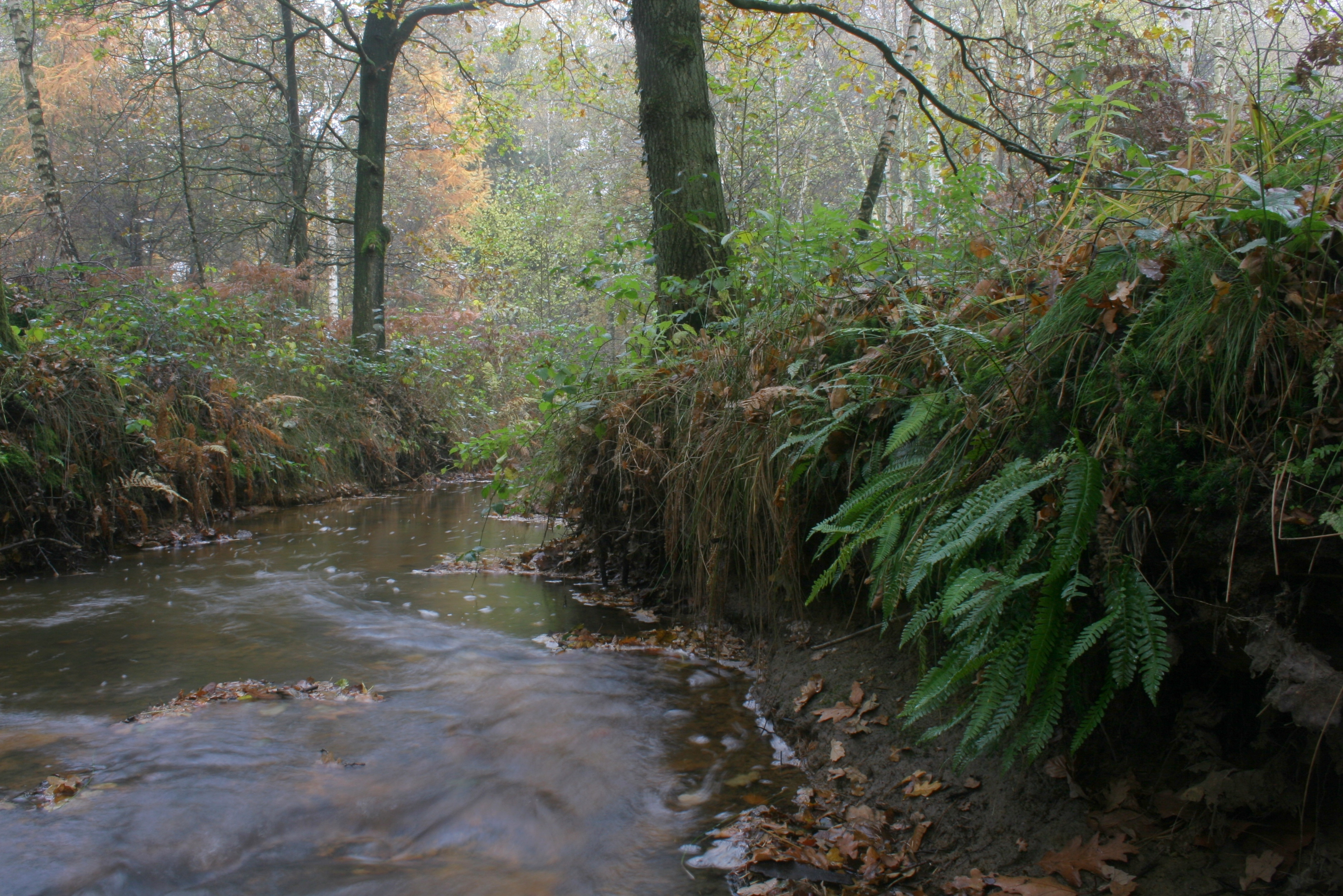
Ratumse beek in Döttinkrade

Döttinkrade (of Döttenkrö) is een loofbos aan de Ratumse Beek ten noordoosten van Winterswijk in de Nederlandse provincie Gelderland. Het is tevens (naast negentien andere gebieden) onderdeel van het in 2005 door de Nederlandse overheid uitgeroepen Nationaal Landschap Winterswijk, een gebied van totaal bijna 22.000 hectare groot.

## Achtergrond
Vereniging Natuurmonumenten heeft in het productiebos van fijnspar en lariks open plekken gecreëerd zodat daar licht op de bodem kan vallen waardoor een natuurrijker bos ontstaat. Ook werd in samenwerking met het waterschap Rijn en IJssel in 2003 de oorspronkelijke meanderende loop van de Ratumse Beek hersteld. De Ratumse Beek verbindt Döttinkrade met het aangrenzende Bönnink. In de 20e eeuw was de beek op een aantal plaatsen gekanaliseerd om het water versneld af te kunnen voeren. Wat gunstig was voor de landbouw, was minder gunstig voor de natuur. Het vochtige beekdal droogde daardoor uit en bijzondere planten verdwenen. Nu het beekdal weer natter is geworden en keert de oorspronkelijke vegetatie langzaam terug.

## Flora en fauna
Onder het loof van het Döttinkrade staan veel bijzondere planten en struiken. Er is een struiklaag van zoete kers en mispel. Langs de beek staan klein heksenkruid, slanke sleutelbloem en ruig klokje. In het vogelrijke eikenbos op de hoger gelegen zandgronden groeien echte guldenroede en adelaarsvaren. In de herstelde beekloop zijn beekprik en beekschaatsenrijder weer aangetroffen.
Bekendelle · Beurzerbeek · Blekkinkveen · Bönnink · Borkense baan · Buskersbos · Corlese Veen · Döttinkrade · Grote Goor · Hilgelo · Kloosterbos · Korenburgerveen · Landgoed Kotten · Landgoed Mentink · Landgoed Walfort · Loohuisbos · Meddosche Veen · Slingeplas · Steengroeve · Steenkamp · Stortelersbeek · Vragenderveen · Willinks Weust · Wooldse Veen · Zwanenbroek